# Информационная сфера
Информационная сфера — совокупность информации, информационной инфраструктуры, субъектов, осуществляющих сбор, формирование, распространение и использование возникающих при этом общественных отношений.
Информационная сфера, являясь системообразующим фактором жизни общества, активно влияет на состояние политической, экономической, оборонной и других составляющих безопасности Российской Федерации. Национальная безопасность Российской Федерации существенным образом зависит от обеспечения информационной безопасности, и в ходе технического прогресса эта зависимость будет возрастать.
Именно в информационной сфере возникают общественные отношения, подлежащие правовому регулированию, при выполнении информационных процессов. Эти общественные отношения составляют основной предмет информационного права, предмет его правового регулирования.
Информационная сфера может быть разделена на пять предметных областей:
1. реализации права на поиск, получение, передачу и применение информации;
2. производства, передачи и распространения исходной и производной информации;
3. формирования информационных ресурсов, подготовки информационных продуктов, предоставления информационных услуг;
4. создания и применения информационных систем (АИС, БД, баз знаний), других информационно-телекоммуникационных технологий;
5. создания и применения средств и механизмов информационной безопасности, в том числе средств информатики и вычислительной техники для безопасности сетей ЭВМ, а также программных и аппаратных средств защиты информации в ЭВМ и компьютерных сетях.